# كيم سيوك
كيم سيوك هو لاعب كرة قدم كوري جنوبي في مركز الهجوم، ولد في 9 سبتمبر 1991 في كوريا الجنوبية. لعب مع نادي غانغوون.

## وصلات خارجية
- كيم سيوك على موقع دوري كوريا الجنوبية (الإنجليزية)